# FC Juniors OÖ
FC Pasching is een Oostenrijkse voetbalclub uit Pasching. De club werd in 2007 opgericht nadat ASKÖ Pasching, dat toen als FC Superfund speelde, van Pasching naar Karinthië verhuisde en verderging als SK Austria Kärnten.
De club begon als FC Superfund Pasching en ging een samenwerkingsverband aan met SV Wallern om niet op het laagste niveau te hoeven starten. Wallern ging een seizoen later zelfstandig verder vanuit het tweede team. Na twee kampioenschappen op rij bereikte de club in 2009 de Regionalliga Mitte. Nadat sponsor Superfund in 2011 stopte werd de naam FC Pasching aangenomen. Begin 2012 werd een samenwerking met Red Bull Salzburg gestart.
De club won in het seizoen 2012/13 de Oostenrijkse voetbalbeker ten koste van Austria Wien terwijl de club op dat moment uitkwam op het derde niveau, de Regionalliga. De samenwerking met Red Bull Salzburg stopte en de club lieerde zich vervolgens aan LASK en ging als SPG FC Pasching/LASK Juniors spelen. In het seizoen 2016/17 ging het eerste team als LASK Juniors OÖ in de 2. Liga spelen en werd een nieuw tweede team SV Pasching 16 Juniors OÖ gestart op het achtste niveau. De licentie van als kampioen naar de Bundesliga  gepromoveerde LASK Juniors OÖ werd in 2017 definitief overgenomen door LASK. SV Pasching 16 Juniors OÖ werd vervolgens omgedoopt in FC Juniors OÖ.

## Erelijst
| Nationaal       |    |           |
| Landesliga West | 1x | 2007/2008 |
| OÖ Liga         | 1x | 2008/2009 |
| ÖFB-Cup         | 1x | 2012/2013 |

## Statistieken
| Seioen    | Competitie          | Plaats in eindstand |
| --------- | ------------------- | ------------------- |
| 2007-2008 | Landesliga West (5) | 1                   |
| 2008-2009 | OÖ Liga (4)         | 1                   |
| 2009-2010 | Regionalliga (3)    | 4                   |
| 2010-2011 | Regionalliga (3)    | 6                   |
| 2011-2012 | Regionalliga (3)    | 12                  |
| 2012-2013 | Regionalliga (3)    | 2                   |
| 2013-2014 | Regionalliga (3)    | 2                   |

## In Europa
PO=Play Offs, T/U = Thuis/Uit, W = Wedstrijd, PUC = punten UEFA coëfficiënten .
Uitslagen vanuit gezichtspunt SV Pasching
| Seizoen | Competitie    | Ronde | Land              | Club             | Totaalscore | 1e W    | 2e W    | PUC |
| ------- | ------------- | ----- | ----------------- | ---------------- | ----------- | ------- | ------- | --- |
| 2013/14 | Europa League | PO    | Vlag van Portugal | GD Estoril-Praia | 1-4         | 0-2 (U) | 1-2 (T) | 0.0 |